# Humberto Martins
Humberto Martins Duarte (Nova Iguaçu, Río de Janeiro, 14 de abril de 1961) es un actor brasileño de cine y televisión. 
También participa actualmente en la comedia total mente diva

## Vida privada
Es padre de Thamires y Humberto, fruto de su matrimonio con Ana Lúcia Mansur, y de Nicolle (nacida a 11 de mayo de 2007), fruto de su relación con Andréa Abrahão. El actor también estuvo casado con la presentadora de televisión Solange Frazão, entre los años 1999 y 2001.

## Principales trabajos en la televisión
- 2018 - Querer Sin Límites - Eurico García
- 2015 - Totalmente Diva - Germano
- 2014 - La sombra de Helena - Vírgilio Machado
- 2012 - Gabriela - Nacib
- 2011 - El astro - Ernesto "Neco" Ramírez de Oliveira
- 2010 - Escrito en las estrellas - Ricardo Aguillar (Pedro Cassiano Aguillar)
- 2009 - India, una historia de amor - Ramiro Cadore
- 2008 - Belleza pura - Renato Reis
- 2007 - Casos e Acasos - Lauro (1 episodio)
- 2007 - Pé na Jaca - Lauro (23 episodios)
- 2007 - Amazônia, de Gálvez a Chico Mendes - Augusto (2ª fase)
- 2006 - Niña moza - feitor Bruno
- 2004-2006 - A Diarista - Benito-Beto (2 episodios)
- 2005 - América - Laerte Vila Nueva
- 2004 - Linha Direta - Saulo (1 episodio)
- 2004 - Casseta & Planeta Urgente - Catwoman (1 episode)
- 2003-2004 - Kubanacan - Camacho
- 2002 - O Quinto dos Infernos - Francisco Gomes (Chalaça)
- 2001 - El Clon - Aurélio
- 2000 - Uga-Uga - Bernardo Baldochi/ Bento
- 1998 - Cuerpo Dorado - Chico
- 1999-1994 - Você Decide - (6 episodios)
- 1999 - Tiradentes - Tiradentes
- 1999 - Sai de Baixo - Juraci (1 episodio)
- 1999 - Chiquinha Gonzaga - Artur
- 1998 - Corpo Dourado - Chico
- 1996 - Vira Lata - Lenin
- 1996 - O Feiticeiro do Vento
- 1995-1994 - Quatro por Quatro - Bruno
- 1994 - A Madona de Cedro - Maneco
- 1993 - Mulheres de Areia - Alaor de Almeida Passos
- 1992 - Pedra Sobre Pedra - Iago
- 1992 - Tereza Batista - Jereba
- 1991 - Floradas na Serra - Lenin
- 1990 - Barriga de Aluguel - João dos Santos
- 1989 - O Sexo dos Anjos - Otávio